# 威灵顿公学

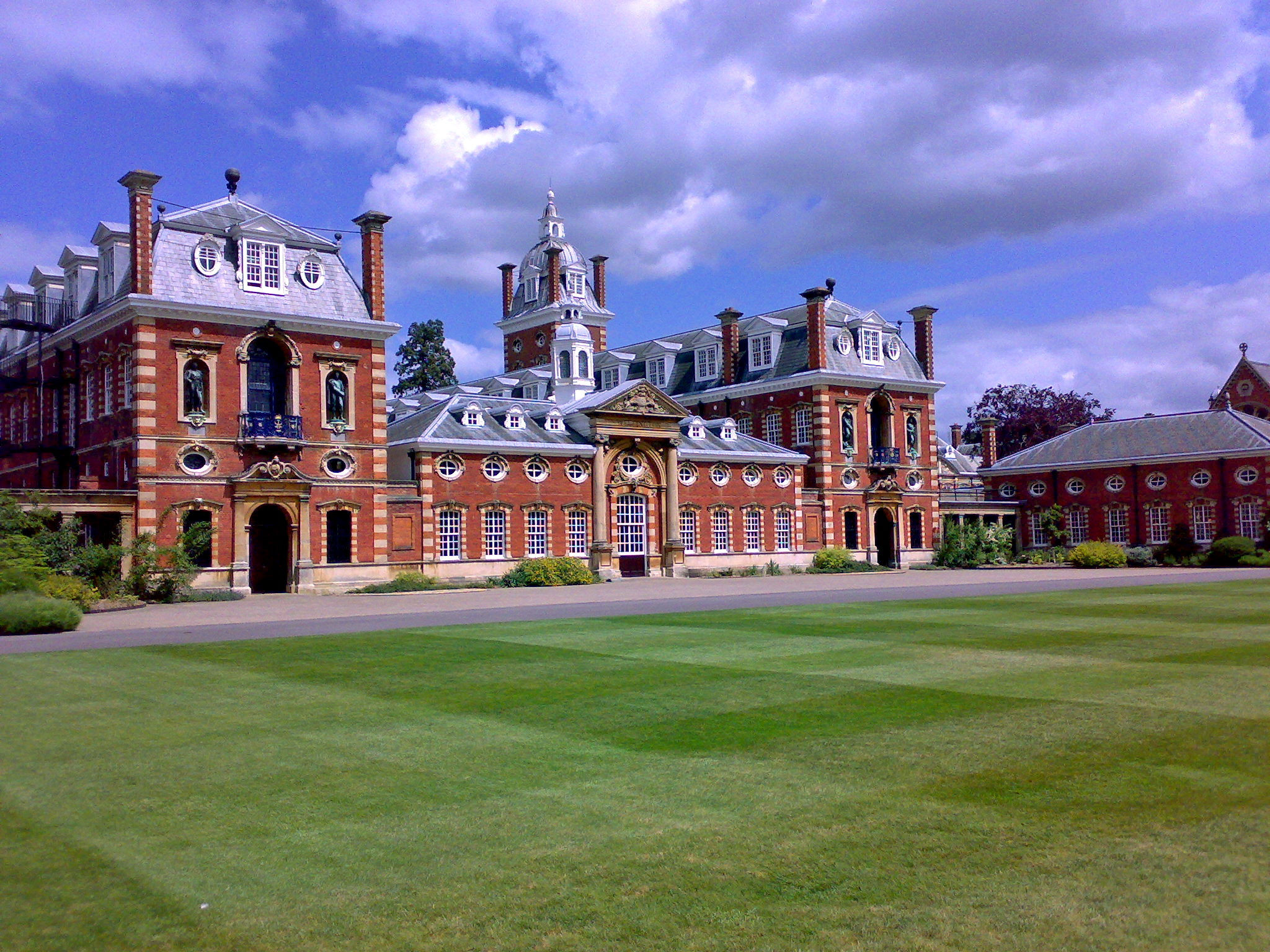
學校建築

威靈頓公學（Wellington College），或譯惠靈頓公學，是英國的一所男女共學、寄宿制的公學，它在英格兰和威尔士慈善委员会註冊為慈善機構 ，學校位於伯克郡克罗索恩。其名來自第一代威靈頓公爵阿瑟·韋爾斯利。它由維多利亞女王在1856年奠基，1859年1月29日開學。
除去英國之外，它還在中國有三個分校，即天津惠灵顿国际学校、上海惠灵顿国际学校与杭州惠灵顿国际学校。

## 歷史
威靈頓公學在1863年以“威靈頓學院皇家和宗教基金會”（The Royal and Religious Foundation of the Wellington College）的名義獲辦學許可，1859年開學。第一任校長是愛德華·懷特·本森（後成為坎特伯雷大主教）。

## 著名校友
- 麥明詩

## 外部連接
- Wellington College website （页面存档备份，存于）
- Old Wellingtonians Society（页面存档备份，存于）
- Profile （页面存档备份，存于），Independent Schools Council